# Marató de Barcelona
La Marató de Barcelona, oficialment coneguda com a Zurich Marató de Barcelona, és una prova atlètica, de caràcter popular, sobre una distància de 42.195 metres (la distància d'una marató), que es disputa anualment a principis de març a la ciutat de Barcelona. És la marató més antiga de la península Ibèrica.

## Història
La cursa començà l'any 1978 amb el nom de Marató de Catalunya a Palafrugell, per una iniciativa de Ramon Oliu (1923-2005) amb l'ajut de Raimon Vancells, Jordi Mensa, Francesc Mates i el Dr. Pere Pujol Amat, amb una participació de 185 corredors. Aleshores, no existia gaire voluntat per part de l'administració i no obtingueren el permís d'organitzar-la a Barcelona fins al 1980.

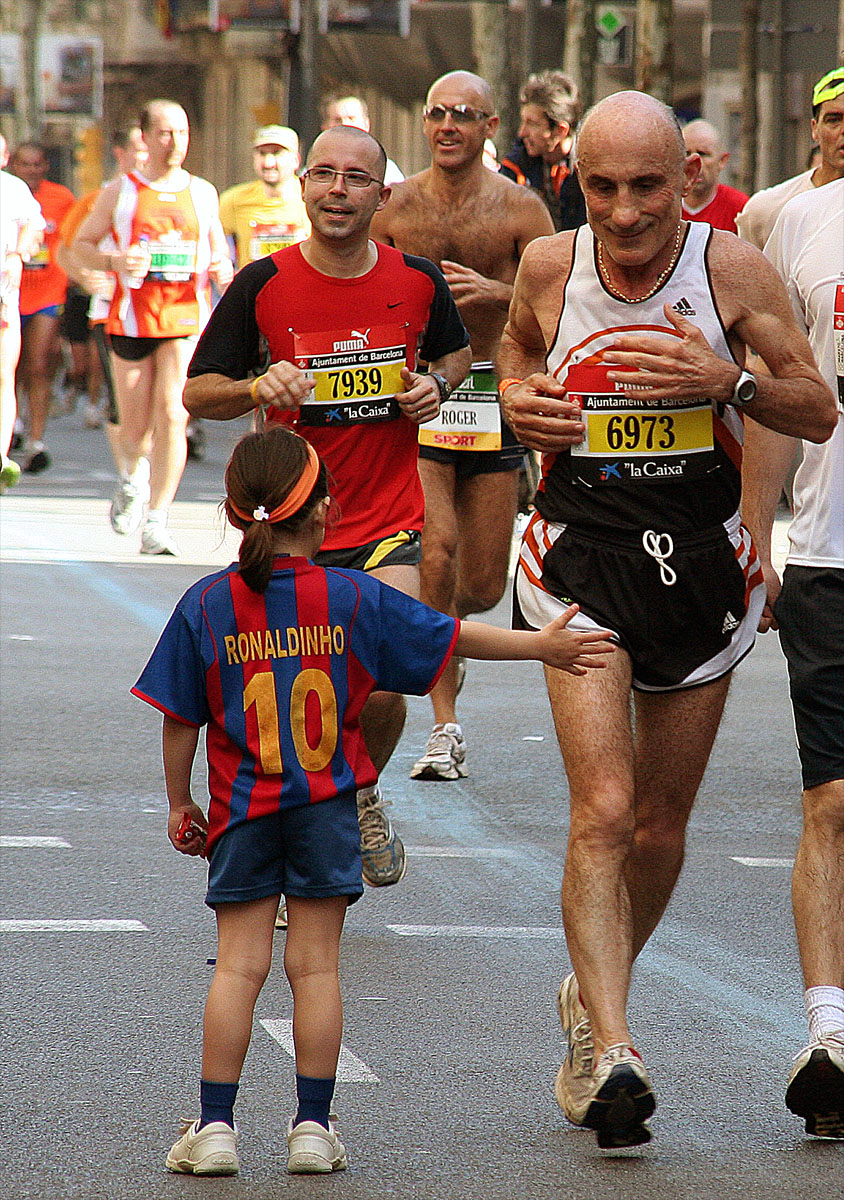
Edició de 2007

Canvià de nom el 2005 per motius de patrocini. Des de 2012 Zurich Insurance Group esdevé l'espònsor oficial, tot integrant el seu nom comercial a la denominació de la cursa: Zurich Marató de Barcelona. El kenià Jackson Kotut guanyà la cursa de 2010 amb un temps de 2 hores, 7 minuts i 30 segons. Aquesta marca establí el rècord de la prova, i la convertí en la marató més ràpida correguda mai a l'Estat espanyol. Però 9 anys més tard l'etíop Alemu Bekele superà aquest temps en 2 hores, 6 minuts i 4 segons. L'edició de l'any 2016 fou la més nombrosa amb la inscripció de 20.220 atletes, dels quals finalitzaren la prova, un total de 16.506 (rècord d'arribades).
Després de la celebració de 35 edicions (2013), la cursa havia registrat dues morts de participants. L'any 2009 la primera víctima fou Colin Dunne, un jove irlandès de vint-i-set anys que caigué desplomat al quilòmetre 34,5, víctima d'un problema cardiovascular d'origen congènit. Quatre anys després, el 2013, fou el torn de Xavier Jiménez, un experimentat corredor popular, veí de l'Hospitalet de Llobregat, de quaranta-cinc anys. En aquell cas, morí en el moment d'ingressar a l'Hospital Clínic de Barcelona, en ser atès per Creu Roja i traslladat en ambulància, després de desmaiar-se quan creuà la línia d'arribada en 4 hores, 5 minuts i 10 segons. L'endemà de la tragèdia, l'empresa organitzadora anuncià la possibilitat d'implantar un sistema obligatori de revisió mèdica com a requisit indispensable per a inscriure's a la cursa. El comitè promotor de la marató té quatre membres: l'Ajuntament de Barcelona, la Federació Catalana d'Atletisme (FCA), el Consorci de Turisme de Barcelona i l'associació d'esport popular Corredors.cat.
L'edició del 2018 superà per segon any consecutiu, els 20.000 participants i més de 16.000 finishers, convertint la cursa barcelonina en la quarta marató més important d'Europa, per darrere de la de Berlín, París i Londres.
El 2019, després de canviar lleugerament el recorregut, Alemu Bekele Gebre i Kuftu Tahir bateren tots els rècords de la Marató de Barcelona aconseguits durant la seva història.

## Entitats patrocinadores
La Zurich Marató de Barcelona està impulsada per Ramon Oliu, fundador de la Marató de Catalunya (amb les 2 primeres edicions els anys 1978 i 1979), la tercera edició de la Marató de Catalunya ja es va fer pels carrers de Barcelona.
L'any 1977 es va fundar la Comissió Marathon Catalunya, que amb l'ajuda de Raimon Vancells, Jordi Mensa, Francesc Mates i el Dr. Pere Pujol Amat, va ajudar a difondre per Catalunya els avantatges de córrer de manera popular.
La cursa, organitzada per l'Ajuntament de Barcelona, compta amb la direcció executiva de l'empresa UTE ASO, amb una dilatada experiència en l'organització de nombrosos esdeveniments esportius relacionats amb el món del motor i l'atletisme.

## Palmarès
| Edició | Any  | Inscripcions | Arribades | Guanyador                | Temps   | Guanyadora               | Temps   | Refs.  |
| --- | ---- | ------------ | --------- | ------------------------ | ------- | ------------------------ | ------- | ------ |
| I | 1978 | 185          | 138       | David Patterson          | 2:23:15 | Matilde Gómez Murillo    | 3:55:33 |        |
| II | 1979 | 302          | 224       | David Patterson          | 2:19:37 | Matilde Gómez Murillo    | 3:18:48 |        |
| III | 1980 | 956          | 716       | Don Faircloth            | 2:19:42 | Joaquima Casas Carreras  | 3:09:53 |        |
| IV | 1981 | 1.108        | 989       | Martin Knapp             | 2:18:56 | Iciar Martínez           | 2:47:12 |        |
| V | 1982 | 1.310        | 1.155     | Michael Pinocci          | 2:14:30 | Rita Borralho            | 2:46:58 |        |
| VI | 1983 | 1.879        | 1.773     | Allan Zachariasen        | 2:11:05 | Anna Domoràtskaia        | 2:48:21 |        |
| VII | 1984 | 2.894        | 2.387     | Werner Meier             | 2:14:50 | Margaret Lockley         | 2:41:42 |        |
| VIII | 1985 | 2.810        | 2.401     | Rafael Garcia            | 2:18:16 | Joaquima Casas Carreras  | 2:48:01 |        |
| IX | 1986 | 2.808        | 2.152     | Frederik Vandervennet    | 2:15:45 | Deborah Heath            | 2:48:28 |        |
| X | 1987 | 2.930        | 2.443     | Pär Wallin               | 2.13:58 | Joaquima Casas Carreras  | 2:43:28 |        |
| XI | 1988 | 3.250        | 2.653     | Fernando Díaz Pérez      | 2:19:58 | Deborah Heath            | 2:45:35 |        |
| XII | 1989 | 3.300        | 2.656     | Doug Kurtis              | 2:16:37 | Martine Van der Gehutche | 2:37:42 |        |
| XIII | 1990 | 3.349        | 2.832     | Allan Zachariasen        | 2:16:30 | Elisenda Pucurull        | 2:43:11 |        |
| XIV | 1991 | 3.452        | 2.890     | Kashid Nishimoto         | 2:16:32 | Satoe Minegishi          | 2:38:37 |        |
| XV | 1992 | 6.586        | 5.694     | John Burra               | 2:12:46 | Maria Starovska          | 2:34:07 |        |
| XVI | 1993 | 3.106        | 2.637     | Volmir Herbstrith        | 2:13:25 | Emma Scaunich            | 2:36:16 |        |
| XVII | 1994 | 2.853        | 2.565     | Benito Ojeda Sanz        | 2.15.14 | Marina Ivanova           | 2:40:30 |        |
| XVIII | 1995 | 2.876        | 2.518     | Igor Tchouprakov         | 2:21:12 | Núria Pastor Amorós      | 2:44:19 |        |
| XIX | 1996 | 2.727        | 2.419     | Benito Ojeda Sanz        | 2:16:57 | Giselle Camilleri        | 2:48:04 |        |
| XX | 1997 | 3.448        | 2.949     | Abdselam Serrock         | 2:12:53 | Ana Isabel Alonso        | 2:30:04 |        |
| XXI | 1998 | 2.818        | 2.520     | Abdselam Serrock         | 2:09:48 | Ana Isabel Alonso        | 2:30:05 |        |
| XXII | 1999 | 2.775        | 2.195     | Daniel Komen             | 2:16:24 | Eva Sanz Sanz            | 2:37:56 |        |
| XXIII | 2000 | 3.100        | 2.532     | William Mustoki          | 2:12:18 | Griselda González        | 2:31:12 |        |
| XXIV | 2001 | 3.482        | 2.958     | Benedict Ako             | 2:13:53 | Leone da Silva           | 2:40:32 |        |
| XXV | 2002 | 3.550        | 3.062     | Benjamin Rotich          | 2:12:07 | Galina Zhulyayeva        | 2:40:33 |        |
| XXVI | 2003 | 3.300        | 2.783     | Alberto Juzdado López    | 2:10:53 | Kenza Wahbi              | 2:38:36 |        |
| XXVII | 2004 | 4.150        | 3.361     | Driss Lakhouaja          | 2:15:59 | Karin Schön              | 2:42:54 |        |
| L'edició del 2005 no se celebrà perquè la competència organitzadora de l'esdeveniment es trobava en litigi fruit del procés d'expropiació iniciat per l'Ajuntament de Barcelona. |      |              |           |                          |         |                          |         |        |
| XXVIII | 2006 | 4.636        | 4.183     | Joseph Nguran            | 2:12:36 | Haile Kebelush           | 2:41:23 |        |
| XXIX | 2007 | 7.413        | 6.311     | Johnstone Chebii         | 2:12:04 | Krizstina Loonen         | 2:42:02 |        |
| XXX | 2008 | 9.121        | 7.609     | Hosea Kosgei             | 2:14:42 | Mihret Tadesse           | 2:42:12 |        |
| XXXI | 2009 | 9.752        | 8.133     | Johnstone Chebii         | 2:14:01 | Tadelech Debre           | 2:39:43 |        |
| XXXII | 2010 | 12.211       | 10.115    | Jackson Kotut            | 2:07:30 | Debele Wudnesh           | 2:31:50 |        |
| XXXIII | 2011 | 15.134       | 12.531    | Levy Matebo Omari        | 2:07:31 | Josephine Ambjörnsson    | 2:45:31 |        |
| XXXIV | 2012 | 19.507       | 16.216    | Julius Chepkwony         | 2:11:14 | Emily Samoei             | 2:26:53 |        |
| XXXV | 2013 | 18.389       | 14.776    | Gezahegne Abera Hunde    | 2:10:17 | Lemelem Bertha Yachem    | 2:34:39 |        |
| XXXVI | 2014 | 17.926       | 14.223    | Getachew Abayu           | 2:10:45 | Frasiah Nyambura         | 2:32:26 |        |
| XXXVII | 2015 | 19.200       | 15.492    | Philip Cheruiyot Kangogo | 2:08:16 | Aynalem Kassahun         | 2:28:18 | [ 14 ] |
| XXXVIII | 2016 | 20.220       | 16.506    | Dino Sefir               | 2:09:31 | Valary Jemeli Aiyabei    | 2:25:26 | [ 15 ] |
| XXXIX | 2017 | 20.127       | 16.340    | Jonah Kipkemoi Chesum    | 2:08:59 | Helen Bekele             | 2:25:04 | [ 16 ] |
| XL | 2018 | 17.000       | 13.540    | Anthony Maritim          | 2:08:08 | Chebitok Ruth            | 2:25:49 | [ 17 ] |
| XLI | 2019 | 17.465       | 13.438    | Alemu Bekele             | 2:06:04 | Kuftu Tahir              | 2:24:44 | [ 18 ] |
| L'edició del 2020 no se celebrà per risc públic de contagi de COVID-19. Primer es va ajornar al 25 d'octubre de 2020 i posteriorment al 7 de novembre de 2021.                   |      |              |           |                          |         |                          |         |        |
| XLII | 2021 | 15.100       | 9.140     | Samuel Kosgei            | 2:06:03 | Tadu Teshome             | 2:23:53 | [ 21 ] |
| XLIII | 2022 | 8.056        | 5.404     | Yihuniligne Adane        | 2:05:53 | Meseret Gebre Dekebo     | 2:23:11 | [ 22 ] |
| XLIV | 2023 | 15.127       | 10.853    | Marius Kimutai           | 2:05:06 | Zeineba Yimer            | 2:19:44 | [ 23 ] |
| XLV | 2024 | 20.000       | 16.100    | Abraham Tadesse          | 2:05:01 | Degitu Azimeraw          | 2:19:50 | [ 24 ] |
| XLVI | 2025 | 27.000       | 21.700    | Tesfaye Deriba           | 2:04:13 | Sharon Chelimo           | 2:19:33 | [ 25 ] |

- Font: Historial de la Marató de Barcelona[2]